# Per Ekström
Peter "Per" Ekström, född 23 februari 1844 i Segerstad på sydöstra Öland, död 21 januari 1935 i Mörbylånga på sydvästra Öland, var en svensk målare och tecknare. Han var farbror till geologen Gunnar Ekström.

## Biografi

### Ungdom och åren i Frankrike
Ekström studerade vid Konstakademien 1865-1872 där han snarare influerades av den franska traditionen, än av Düsseldorfskolan. Ekström begav sig därför till Paris våren 1876, då han med Oscar II:s understöd företog sin första studieresa söderut. Ekström levde i Frankrike till 1890, delvis i och omkring Paris (inkluderat Barbizon och Saint-Germain), delvis i Carolles, Normandie. Han blev genast en beundrare av Barbizonskolans mästare och framför allt av Corot, "den störste bland de stora" som han omnämner honom i ett brev till Olof Hermelin. Det upplösta valörmåleriet och silverdiset från Corots tavlor inspirerade Ekströms syn på naturen. I sina dukar från Frankrike skildrar han med lyrisk känsla landskapets stämning, ljusets spel i lövmassorna, färgskimret över ängar och vatten. Lyrismen stegras stundom till en romantisk styrka, som i Kustlandskap i månsken från 1877. Under 1880-talet fortsätter han mest i denna lyriska stil. Översvämning i prins Eugens samling, är ett prov på hans förtonande ljusstudium och hans naturkänsla. Under denna tid skildrar han också landskapet enbart för formernas skull. Den känsliga stämningen har i regel försvunnit i de målningar som utfördes under vistelsen i Carolles som i Franskt landskap. Dessa är dock mindre betecknade för Ekströms temperament än de mjuka, ljusdallrande stämningarna. Den fina ljusbehandlingen är särskiljer honom bland de svenska friluftsmålarna. Han debuterade på salongen i Paris 1878 med Franskt landskap och var guldmedaljist vid Exposition Universelle 1889, med flera verk från sent 1880-tal.

### Öland och Stockholm

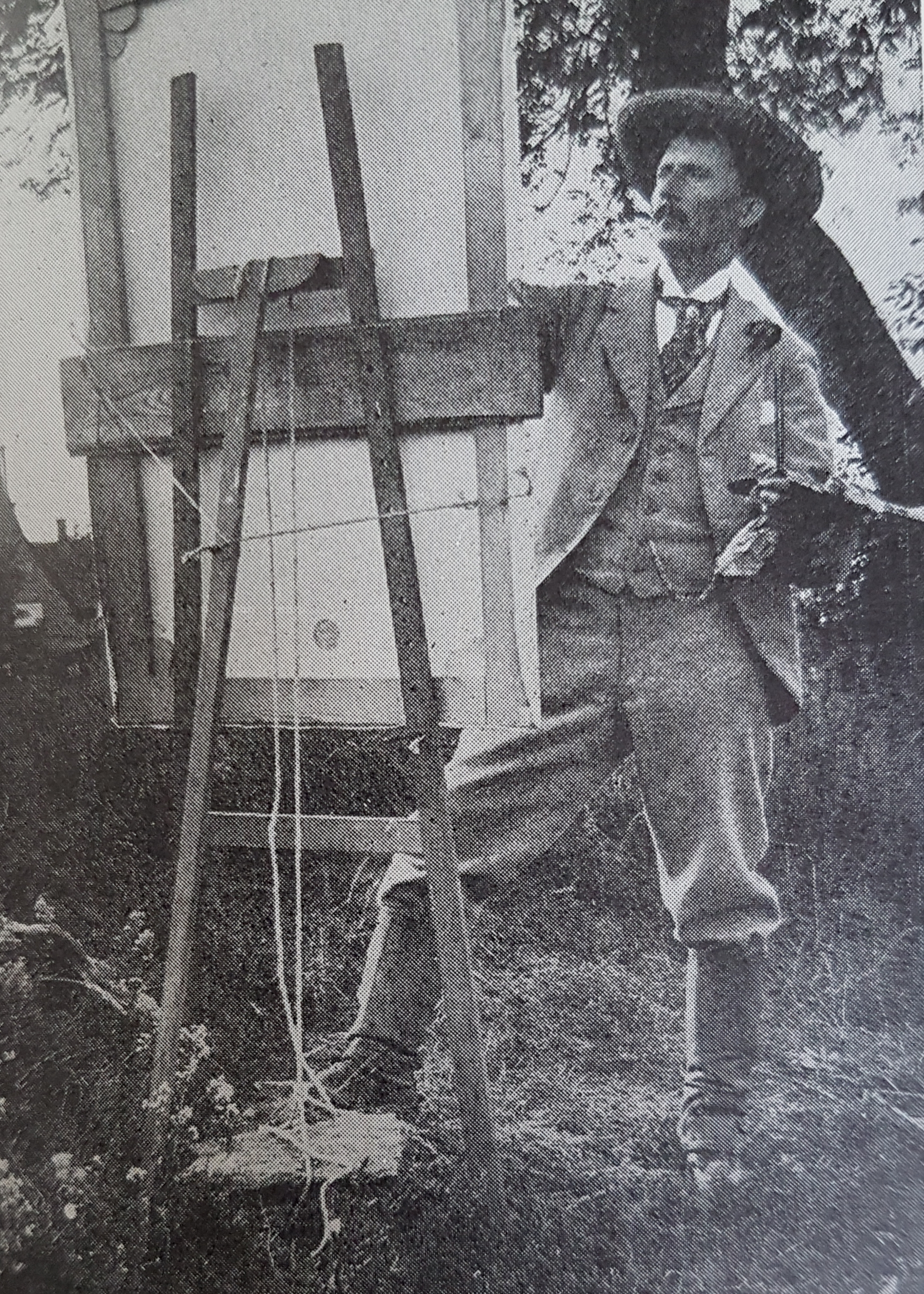
Friluftsmålaren Per Ekström.

Efter hemkomsten till Sverige 1890 bodde Ekström dels på Öland, dels i Stockholm. Uppmuntrad av Pontus Fürstenberg bosatte han sig 1891 i Göteborg. Han upphörde dock aldrig med sina sommarbesök på Öland. Under dessa år producerade Ekström en mängd målningar vilket väckte mer omständligt arbetande kamraters betänklighet. Vintermånaderna 1891, då han hyrde ateljé i Birger Jarls bazar i Stockholm, tillkom ett av hans mästerverk, motsolsbilden Sol och snö, som idag ingår i Göteborgs konstmuseums samling. Dess strängt formella ordning och subtilt tolkande ljusspel påminner, om än avlägset om Georges Seurats konst. År 1891 hade han sin första separatutställning i Stockholm och vann en oemotsagd framgång. En viss anpassning efter den då aktuella stämningsimpressionismen med dess dunkla skymningstoner kan efter hand iakttagas i hans arbeten från mitten av nittiotalet. I ganska stor utsträckning tillkom Ekströms landskap i ateljén efter utomhusstudier. För att möta en växande efterfrågan hos göteborgska beundrare och konsthandlare utförde han allt emellanåt repliker av populära bilder. Hans motivområde sträckte sig under dessa år - utom till Västkusten och Öland - till Stockholms ström och Jämtlands fjälltrakter. Ekström var en populär man i Göteborgs kulturella kretsar. 

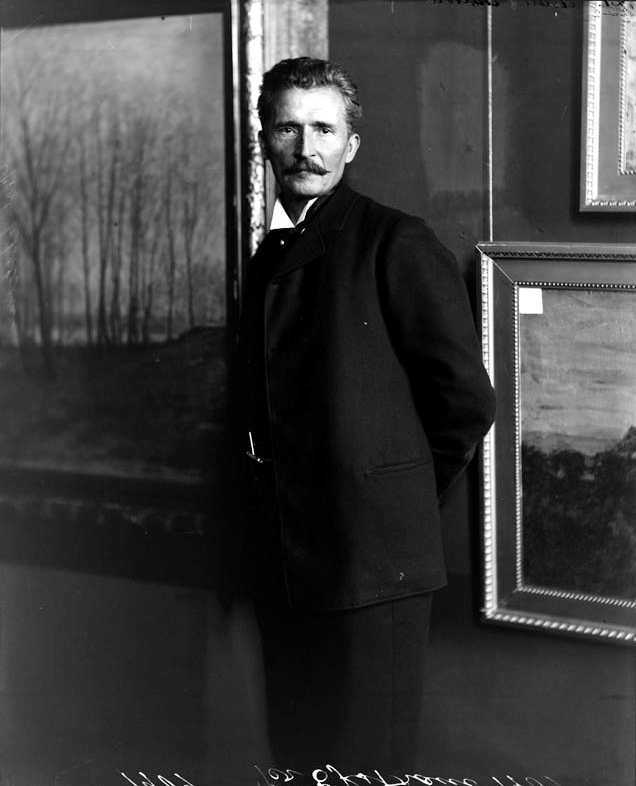
Foto från 1909.

Till hans ateljé på Drottningtorget 20 drogs gärna kulturpersonligheter som skalden A.U. Bååth, läkaren och författaren August Bondeson, Sällskapet Gnistans sekreterare Wilhelm Berg, zoologen Anton Stuxberg, konstnärer som Georg Pauli och Hanna Pauli, Reinhold Callmander, Johan Ericson och talangfulla societetsdamer som Olga Bratt och Belle Dickson. Den viktigaste var dock Pontus Fürstenberg som hyste en lika varm uppskattning av hans konst som av hans historier. Själv besvarade Ekström på sitt tempererade vis all denna vänskap men tyckte att "Göteborg är och förblir en död stad", vilket var naturligt för en människa av hans lätta bohemiska sinnelag. Den konst han visade möttes av den lokala kritiken vanligen med full sympati. Hans separatutställning 1900 mottogs med entusiasm. Inom Konstnärsförbundet, där "Pekströms" personliga förbindelser med åren försvagades, såg särskilt Karl Nordström och Nils Kreuger mycket kritiskt på hans sangviniska förhållande till den egna produktionen. Juryn för världsutställningen 1900 i Paris refuserade den solnedgångstavla han sänt in, och Ekström hade väl knappast fått något arbete alls, om inte Fürstenberg lagt sig ut för honom. Med hänsyn till dennes önskemål medtogs två landskap. Målningen föreställande solnedgången såldes på 1940-talet av Olsens konsthandel i Göteborg till en köpman i trakterna kring Skaraborg.

### Åter till Öland

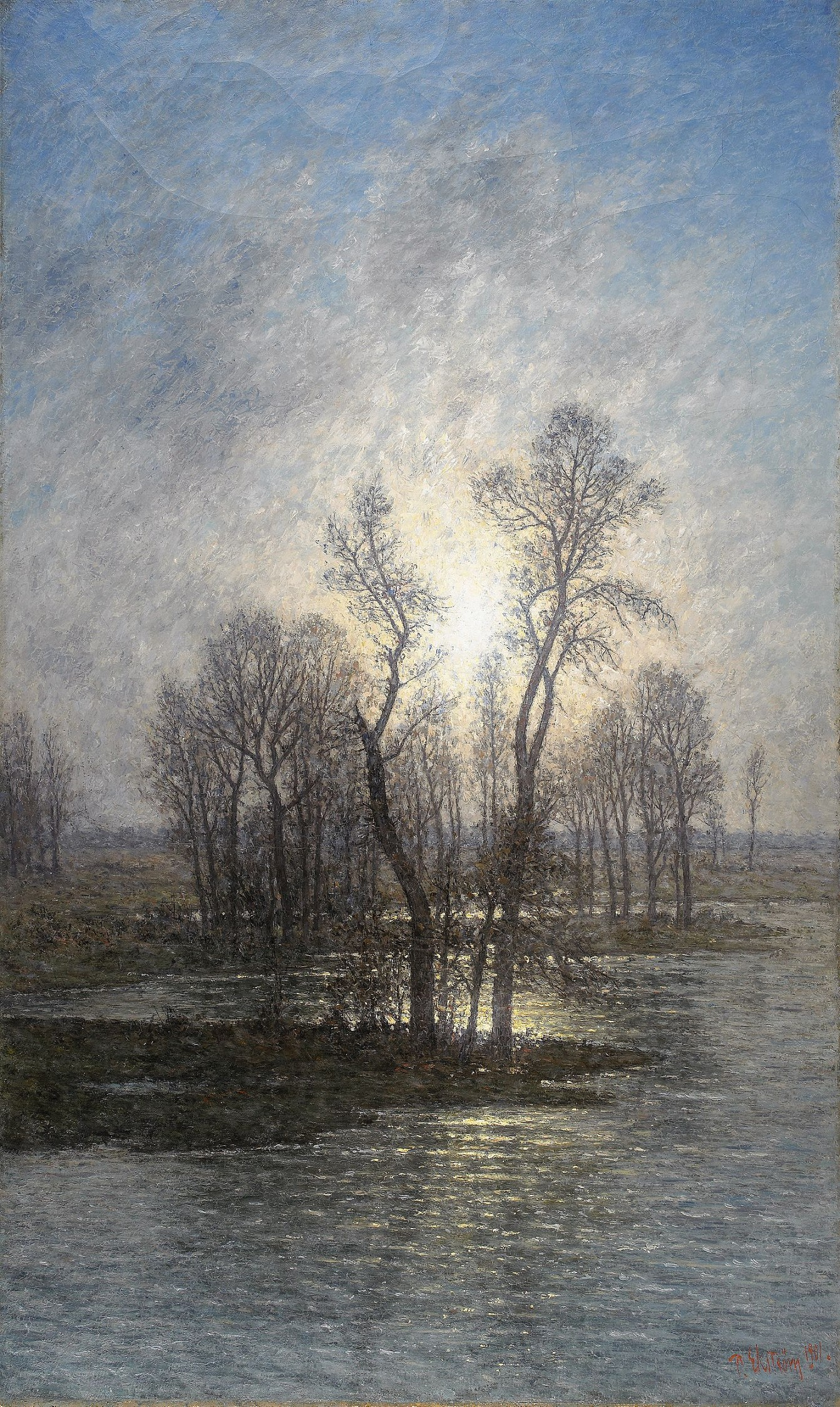
Öländskt landskap i soldis, 1901.

År 1910 flyttade han tillbaka till Öland och räknas som landskapets förste och störste konstnär. Hans konst kan sägas tillhöra Sveriges nationella kulturarv. Ekström var en av de första svenska friluftsmålarna som influerades av Barbizonskolan, framförallt Théodore Rousseau och Jean-Baptiste-Camille Corot. Hans sätt att måla sol och luft gav honom namnet "Solmålaren". Han var och förblev solnedgångsstämningarnas märklige, på en gång realistiske och mystiske poet. Hans motiv var färgade av Ölands öppna alvar och karga kust, i Frankrike av översvämmade kärr, öde kustremsor och ensliga skogsbryn. Motivmässigt skilde han sig således från sina samtida svenska konstnärer, som målade milda åkerlandskap och bylivet i Grez-sur-Loing i utkanten av Fontainebleau-skogen.
Ända till sin sena död på barndomsön förvaltade han arvet från Alfred Wahlberg och Fontainebleauskolan, obekymrad om alla de -ismer som mot slutet av hans liv förekom i det svenska konstlivet. I August Strindbergs bok Röda rummet har Ekström varit förebild för den litterära figuren målaren Sellén, där han figurerar bland konstnärsbohemen vid Lilljans.
| ”            | Ett landskap från Ölands kust är endast färg. Luft och hed; inte ett träd, inga föremål, utom väderqvarnarna, som afbryta den räta linien horisonten. Och den unge artisten började måla ... Kritiken, som då fanns, gnisslade tänderna, kamraterna hånade och lärarna gjorde allt för att återföra den affallne, men han gick ifrån akademien... | „ |
| – Strindberg | |   |

Ekström är gravsatt i Segerstad.

## Eftermäle

### Per Ekström-museet
Fram till augusti 2012 fanns ett privatägt Per Ekström-museum inrymt i Kalmar konstmuseums tidigare lokaler, med verk av främst Per Ekström. Museet öppnade under 2013 i Orrefors glasbruks tidigare huvudkontor i Orrefors. Ekström finns även representerad vid bland annat Göteborgs konstmuseum, Kalmar konstmuseum, Norrköpings konstmuseum, Prins Eugens Waldemarsudde och Nationalmuseum i Stockholm.

### Per Ekströmsällskapet
I syfte att samla och sprida kunskap om Ekströms liv och verk grundades 2016 Per Ekströmsällskapet. Sällskapets första ordförande var konsthistorikern fil. dr. Ulf Abel. Han efterträddes 2019 av Monika Löfvin Rosén.

### Gatunamn och minnesmärken
Ekströmsgatan i Mörbylånga och Per Ekströms väg i Södra Ängby i Stockholm och i Partille utanför Göteborg är uppkallade efter honom. På torget i Mörbylånga restes 2002 en staty i brons av skulptören Jörgen Hammar föreställande Ekström.

## Bilder

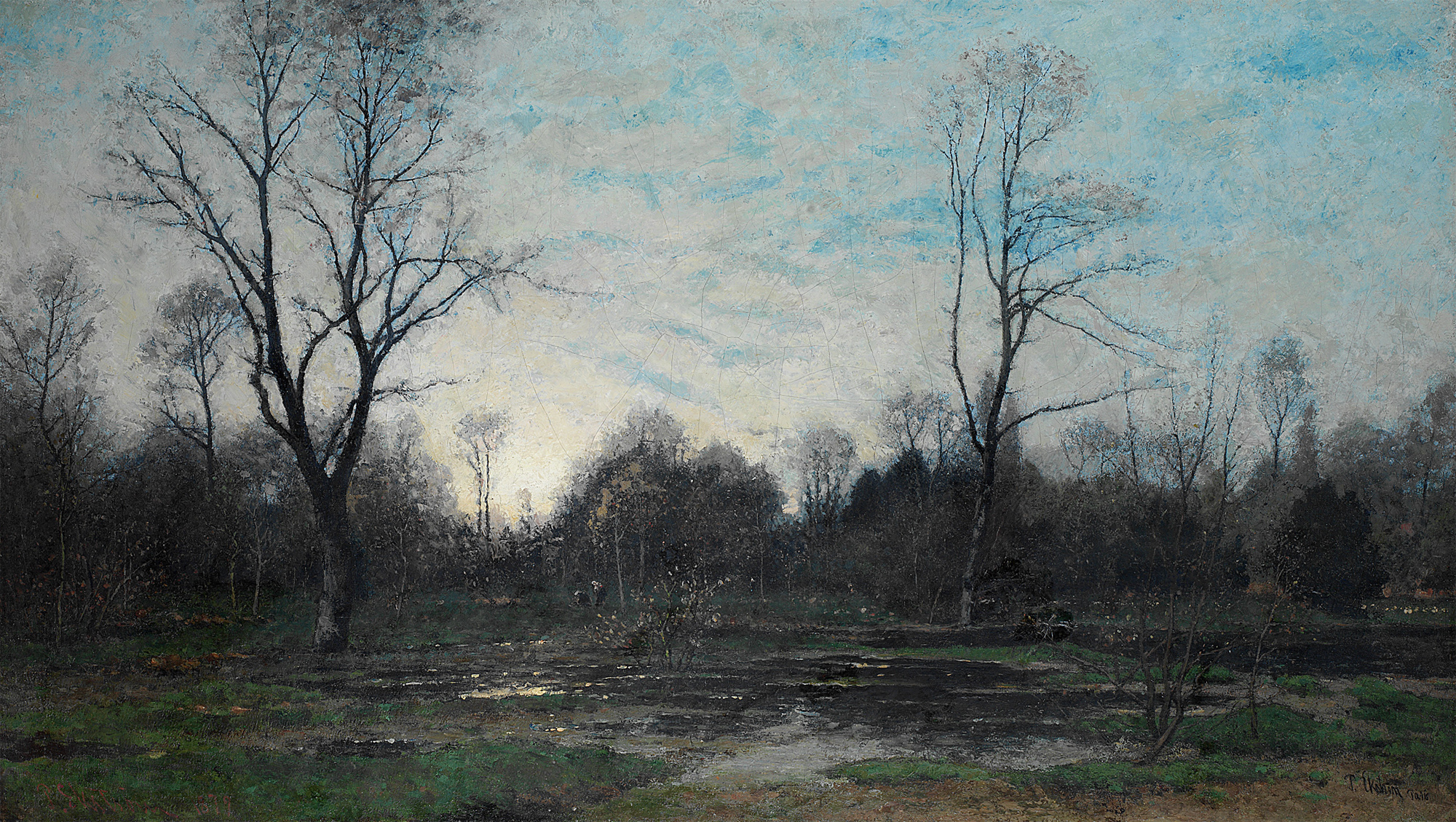
Skogslandskap i skymning (1879)
La Vallée des peintres, Carolles (trol. c:a 1882-87)
Solnedgång (1890)
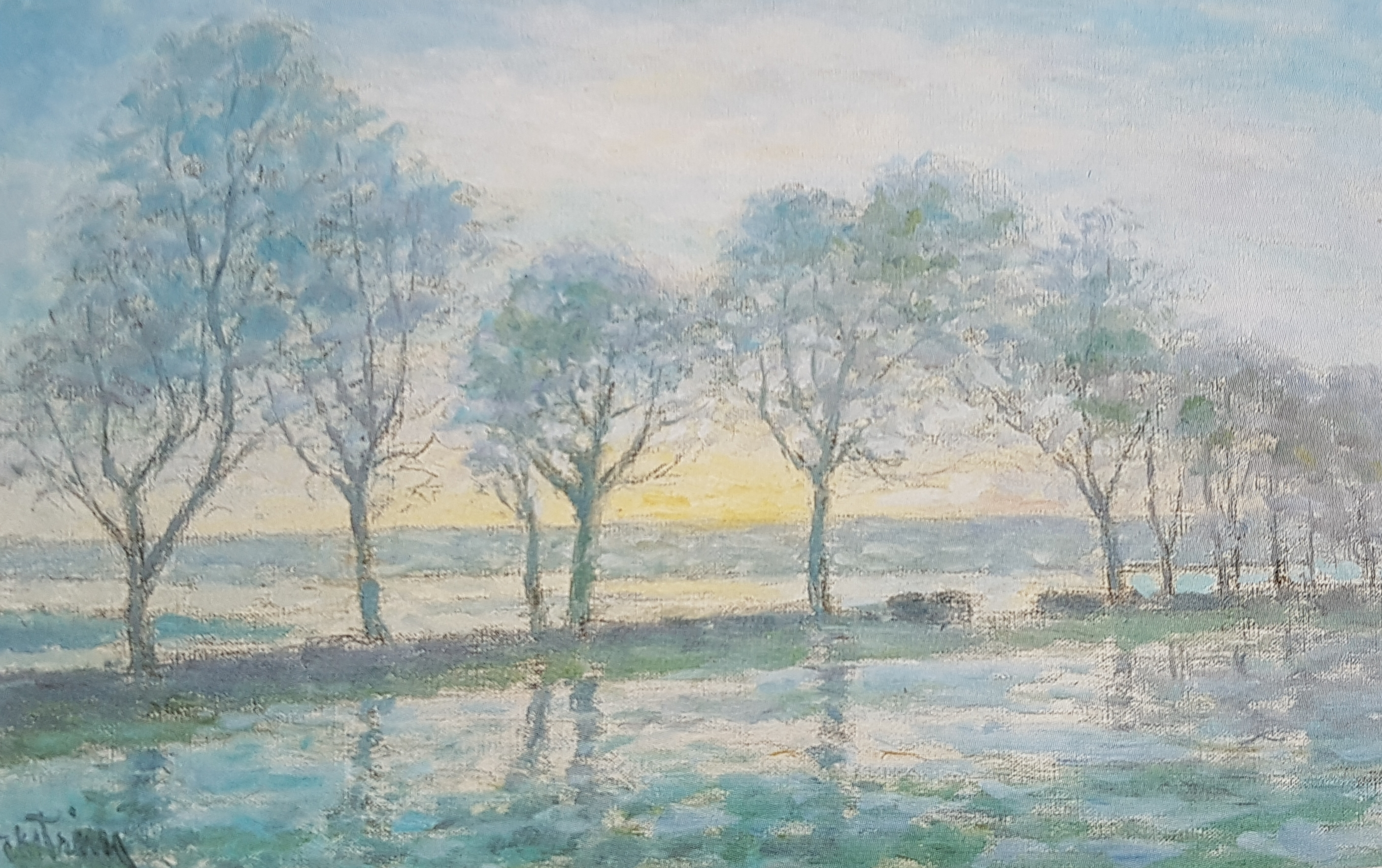
Träd och vatten (u. å.)
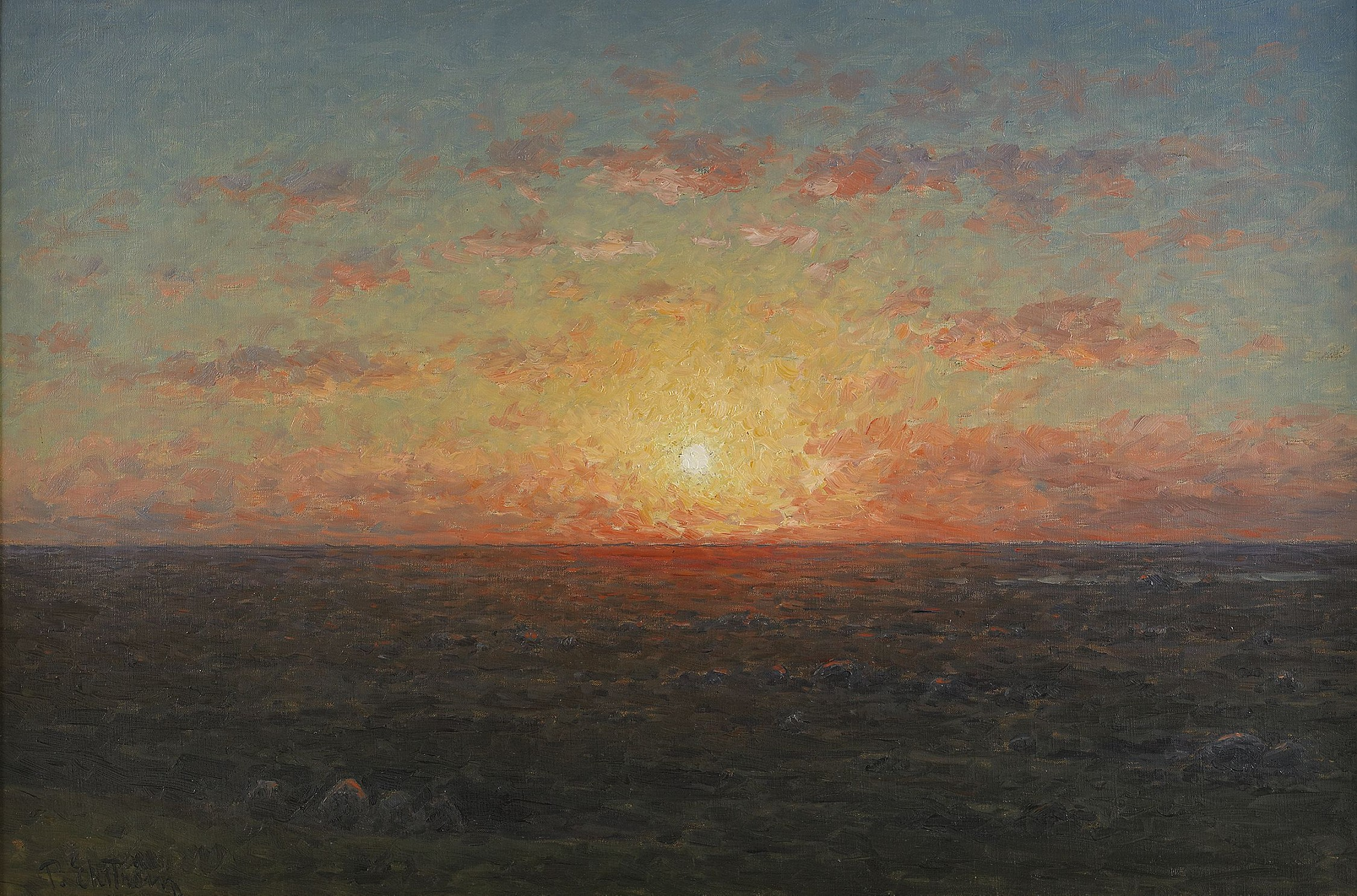
Solnedgång över havet (u. å.)
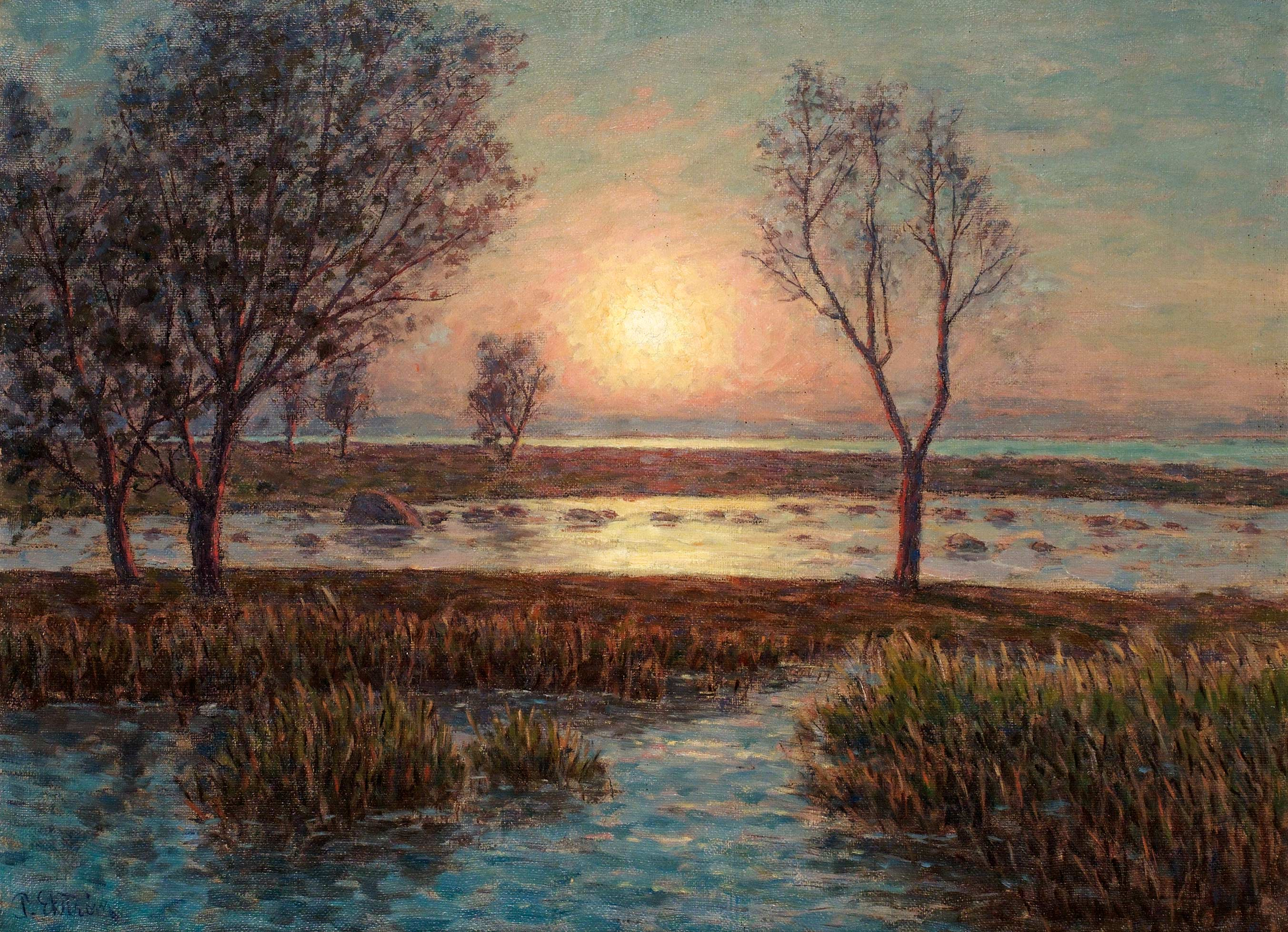
Vattendränkt vinterlandskap (u. å.)
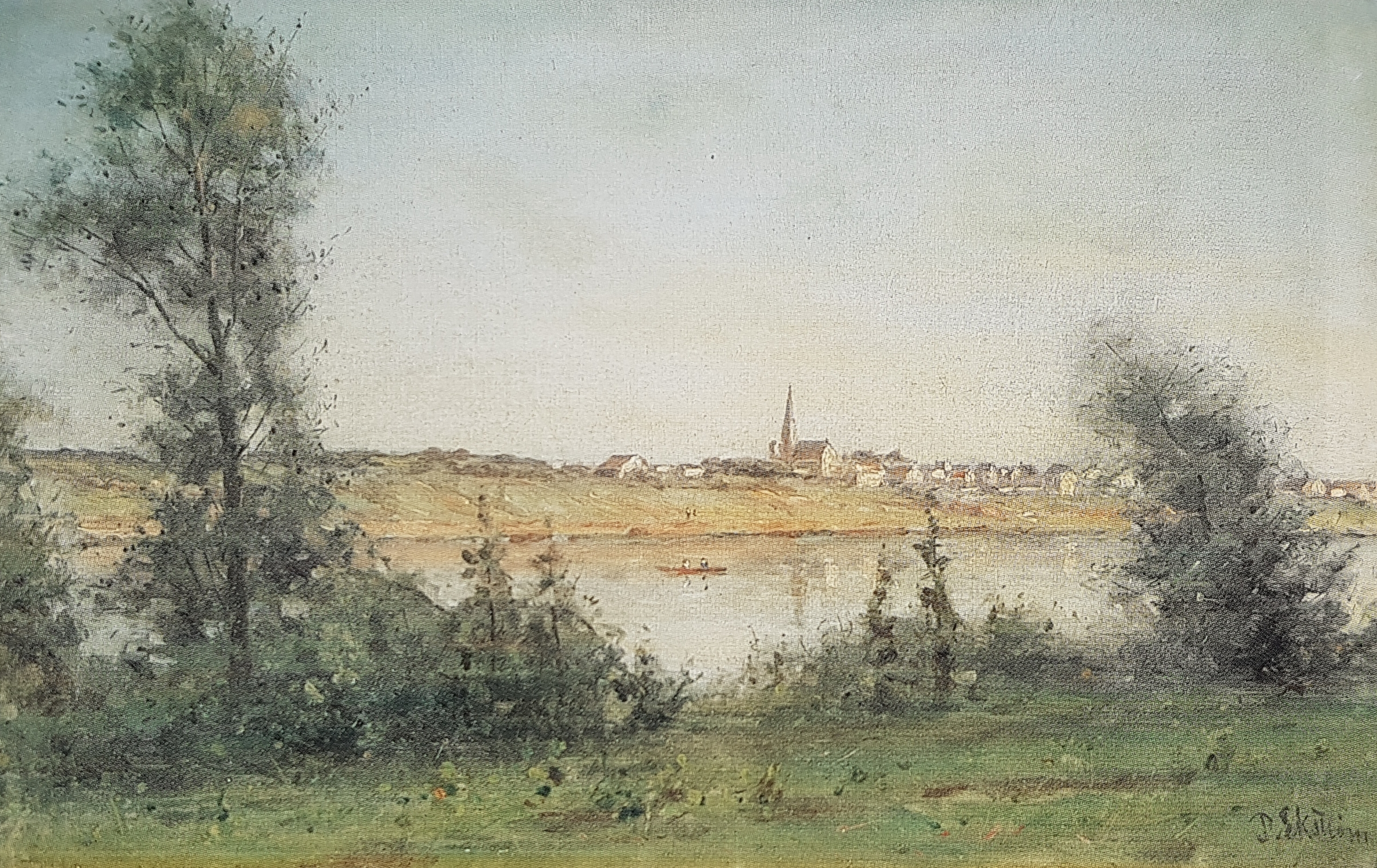
Sartrouville (u. å.)